# بلحراث
بلحراث هي إحدى البلديات الريفية في جنوب موريتانيا، تقع في مقاطعة باركيول بمنطقة العصابة.

## جغرافيا
تقع بلدية بلحراث في الشمال الغربي في منطقة العصابة وتمتد على مساحة 1 366 كم². يحدها من الطرف الشمالي بلدية السودود ومن الشرق بلدية جيفر ومن الجنوب بلدتي باركيول والغبرة ومن الغرب بلدية ارظيظيع.

## تاريخ
تأسست البلدية بموجب المرسوم في 20 أكتوبر 1987.

## السكان
خلال التعداد العام للسكان والمساكن لعام 2000، بلغ عدد سكان المدينة حوالي 7 711 نسمة. وخلال لعام 2013، كان عدد سكانها حوالي 9 991 نسمة، بمعدل نمو سنوي قدره 2,1 % على مدى 13 عامًا.

## اقتصاد
تعتبر الزراعة مركز اقتصاد المدينة، مثلها مثل جميع البلديات تقريبًا في المنطقة، لكنه هش بسبب الظروف المناخية أو قلة الإمكانيات للمزارعين، وللتعامل معهذه المعوقات، تقوم الدولة أو المنظمات غير الحكومية المختلفة بتمويل المشاريع التي تعمل على تحسين الظروف المعيشية للسكان؛ فالدولة الموريتانية، على سبيل المثال، مولت مشروعًا كبيرًا لتزويد للعديد من المناطق بالمياه.